# Данышменд-наме
Данышменд-наме (Сказание о Мелике Данышменде) — эпическое произведение XIII века, состоящее из легенд о Данышменде Гази и его завоеваниях в Центральной Анатолии в XI веке. Первый героический эпос, созданный в Анатолии на турецком языке с турецким героем.
Эпические рассказы сначала передавались устно, в 1244/45 году они были собраны и записаны по приказу сельджукского анатолийского султана Кей-Кавуса. Позднее появился второй вариант текста. И. Меликофф полагала, что он был написан до 1362 года, однако, по словам турецкого историка литературы А. Оджака, современные исследователи склонны датировать его 1421—1451 годами.
Самая ранняя из известных рукописей датирована 1577/78 годом.
О достоверности описанных в Данышменд-наме событий историки придерживаются различных мнений: от представления эпоса как книги сказок до доверия к нему, хотя и с оговорками.

## Содержание
Повествование начинается с рождения Мелика Данишменда Гази. Согласно эпосу, настоящее имя главного героя Мелик Ахмед, он родился в Малатье, матерью его была дочь эмира Малатьи и родственница Баттала Гази, а отцом — Али ибн Мизраб. Ещё в юные годы он подружился с султаном Турасаном, внуком Баттала Гази. Ахмед обучался фехтованию и исламским наукам, за короткое время он стал учёным, вследствие чего и получил прозвище «Данышменд». Однажды ночью во сне ему явился Пророк, велевший ему принять участие в джихаде. Одновременно султану Турасану во сне явился его дед, Сеид Баттал Гази, давший внуку такое же наставление. Они отправились в Багдад и халиф дал им разрешение начать джихад на греческой земле. К ним присоединились Чавулдур Чака, Хасан ибн Мешия, Эйюб ибн Юнус, Сулейман ибн Нуман, Кара Доган и Кара Тегин. Они отремонтировали разрушенный замок Сиваса и сделали его своим штабом, откуда совершали набеги. Данышменд Гази встретил знаменитого греческого воина Артуха, которого победил и обратил в ислам. Далее описываются завоевания Данышменда и его друзей: Анкара, Чанкыры, Кастамону, Гереде, Чорум, Гёменек, Токат, Зиле, Никсар. Эпос завершается смертью Данышменда — в районе Джаник он получил ранение и, вернувшись в Никсар, умер. Его сыновья продолжили покорение Анатолии. В. Гордлевский назвал эпос «гимном династии Данышмендов».

## Данышменд-наме и история
Эпос является продолжением эпоса «Баттал Гази». Авторы отразили события очень реалистично. В повествовании практически нет преувеличений и сверхестественных явлений, в отличие от «Баттал-наме» и «Салтук-наме» . По этой причине, а также потому, что исторические сведения об этом периоде ограничены, историки XV-XVIII веков Гелиболулу Мустафа Али, Мустафа Дженаби, Карамани Мехмед-паша, Кятиб Челеби, Мюнеджимбаши Ахмед, Хезарфен Хусейн, а впоследствии историки и исследователи XIX—XX веков П. Казанова, А. Мордтманн, Неджип Асым, Хусейн Хусамеддин (автор «Истории Амасьи»), Халил Эдхем рассматривали «Данышменд-наме» как исторический источник. М. Х. Йинанч критиковал тех, кто считал это произведение историческим, и описывал «Данышменд-наме» как книгу сказок: «Рассказчик, составивший этот эпос, не имеет ничего общего с исторической правдой, и, перечислив упомянутых османских авторов, они ввели в заблуждение целые поколения, думая, что эта выдуманная история была правдой». При этом, по мнению О. Турана, Данышменд-наме, хотя и не исторический источник, но и не выдуманная сказка, а историческая легенда или эпос. В этом произведении можно найти отражения многих исторических событий. К. Каэн упоминал «Данышменд-наме» в некоторых своих работах без особого доверия к его информации. И. Меликофф и О. Туран полагали, что некоторые части эпоса согласованы с историей. М. Ф. Кёпрюлю полагал, что его можно использовать как исторический источник, но сравнивая с документами.

## История создания
Произведение создавалось в несколько этапов:
- Сначала эпические рассказы на турецком языке передавались устно. Они были популярны и ещё в XVII веке Эвлия Челеби записал, что легенды о Данышменде живут в народе. Это первый героический эпос, созданный в Анатолии на турецком языке и с турецким героем[1].
- Согласно турецким историкам литературы А. Оджаку и Д. Неджати, в 1244/45 году по приказу сельджукского анатолийского султана Кей-Кавуса II некий Ибн-Ала записал ходившие в народе легенды о Данышменде[1][6], однако ранее были и другие версии: О. Туран и В. Гордлевский утверждали, что историю завоевания Малой Азии заказал не Кей-Кавус II, а Кей-Кавус I на три десятилетия ранее[1][2], М. Х. Йинанч полагал, что эпос был занаписан только в XIV веке[1]. Имя автора упоминается в Данышменд-наме один раз, по словам турецкого историка Д. Неджати, о его жизни и личности не обнаружено никаких сведений[6]. Этот первоначальный вариант текста, по-видимому, не сохранился (до сих пор он не был найден). Неизвестно, насколько точно Ибн-Ала передал содержание устных легенд[1].
- Все сохранившиеся списки — копии второй версии текста, переписанного неким Арифом Али из замка Токата[1][6]. Время появления этого варианта текста не установлено. По мнению И. Меликофф, то, что в тексте не упоминаются османы, свидетельствует, что текст был написан до покорения Токата османами в 1362 году[7]. Гелиболулу Али относил написание этого текста к правлению султана Мурада I (1362—1389), но, по словам турецкого историка литературы А. Оджака, исследователи всё же склонны датировать текст временем правления Мурада II (1421—1451). Ариф Али в начале текста написал, что сильно отредактировал его, разделил на 17 частей (меджлисов), добавил стихотворные отрывки[1]. Неизвестно, насколько близок текст Арифа Али к тексту Ибн-Алы[1].
- Третья редакция текста была осуществлена Гелиболулу Али[1]. Хронист в 1588 году приобрёл в Никсаре, бывшей столице Данышмендидов, копию текста и переработал его[1]. Он утяжелил язык прозаической части, внёс дополнения в некоторые события как историк и разделил произведение на 117 частей (меджлисов), полностью изменив стихотворную часть[8]. В поздних копиях заметны небольшие изменения по сравнению с ранними копиями текста Гелиболулу Али, внесённые переписчиками[1].

## Рукописи
Долгое время единственными сохранившимися считались Ленинградский (Санкт-Петербургский) (9) и Парижский (1) манускрипты, однако в стамбульских библиотеках в середине XX века были обнаружены ещё две: 1607/08 (2) и 1910-х годов (7). М. Кёпрюлю сообщал о том, что в его личной библиотеке есть ещё один экземпляр, но никаких сведений о нём не дал. Х. Хусамеддин, историк из Амасьи, писал о трёх имеющихся у него рукописях с названием «История рода Данышмендов». Турецкий медиевист М. Х. Йинанч (1900—1961) утверждал, что во многих частных собраниях сохранились списки «Сказания». И. Меликофф писала, что ей известно про 10 списков, из которых она смогла изучить 9. В. Гарбузова в 1959 году писала, что известно 4 списка «Сказания». Турецкий историк литературы Д. Неджати выявил ещё 8 копий.
1. Парижская копия (P): BNF, Ancien Fonds Turc 317. В манускрипте 181 лист размером 25x18 см. Каждая страница содержит 15 строк. В рукописи нет недостающих и потертых страниц. Название — «Кисса-и Мелик Данышменд Гази»[8]. На последней странице рукописи указано, что копия была выполнена Хаджи бин Хаджи Ахмедом в 985 году хиджры (1577/78 году)[9][8].
2. Копия Муаллима Джевдета[тур.]: (MC): Библиотека 100-летия Ататюрка, в собрании Муаллима Джевдета К. 441. Переплёт потёрт. В манускрипте 262 листа размером 21х15 см. Каждая страница содержит 15 строк. В рукописи нет недостающих и потертых страниц. Часть до 18б написал другой переписчик. Бумага плотная. Текст написан стилем насх и содержит гласные. На первой странице рукописи название произведения записано как «Хикает-и Мелик Гази». Название было добавлено позже красными чернилами с надписью «Басмала» в нижней строке. Переписчик неизвестен. Из последнего двустишия следует, что копия была выполнена в 1607/08 году[11].
3. Копия Хусейна Намика Оркуна (HNO): Национальная библиотека, Отдел рукописей, Yz. A. 431. На первой странице рукописи есть библиотечная пометка, что копия была куплена у Хусейна Намика Оркуна в 1957 году. В манускрипте 216 листов размером 20.5x14 см. На страницах в среднем по 17 строк. Произведение было скопировано как минимум тремя разными переписчиками. На бумаге имеется водяной знак в виде колокольчика. Текст написан ломанным стилем насх. На первой странице название произведения записано как «Китаб-ы Мелик Данышменд Гази». На последней странице записано, что она была скопирована Сейидом Хасаном Ибн Омером в 1192 году хиджры (1778 год)[11].
4. Копия Главного управления библиотек (KGM): Архив микрофильмов Национальной библиотеки, А. 4869. Микрофильм был подготовлен в марте 1969 года. Сведений о местонахождении рукописи нет. Согласно записям, размеры листов 26х17 см. На каждой странице 17 строк. Не хватает двух первых листов, на последнем стоит номер — 175. Неизвестно, сколько листов не хватает в конце. Рамка по краю страниц и расположение стихов делают его похожим на парижскую копию. Текст написан насхом с гласными буквами, сведений о переписчике и дате написания нет[12].
5. Никсарская копия (N): находится в личной библиотеке Ахмета Юнала в Никсаре. Рукопись подвергалась починке. Переплёт чёрный (кожа и картон). В манускрипте 251 лист размером 21,1х18,5 см. Рукопись начинается с 20-страничного раздела на арабском языке с информацией о сарфе и нахиве (морфология и грамматика арабского языка), не имеющей отношения к произведению. Этот раздел был добавлен во время починки. Нет пропущенных страниц, но первые 13 страниц были написаны позже на другой бумаге и другим переписчиком. Они написаны искажённым письмом насх и не содержат гласных. Основная часть написана в стиле насх с гласными. Количество строк на первых 13 страницах варьируется от 15 до 18, в основной части на каждой странице 15 строк. Название записано как «Мелик Данышменд Гази Тарихи». Согласно последней странице (251б) рукопись переписана в 1254 году хиджры (1838 год). Имя переписчика не читается[12].
6. Копия факультета языков, истории и географии (DTCF): Библиотека факультета языков, истории и географии Университета Анкары, в Каталоге университета А. 431. В манускрипте 225 листов размером 22х16 см. На каждой страницы 18 строк. Бумага плотная, с водяными знаками. Текст написан искажённым стилем насх. Иногда можно встретить слова с гласными. Название записано как «Китаб-ы Мелик Данышменд Гази». Копия датирована 1226 годом хиджры (1811 год). Имя переписчика упоминается как Вели Абид или Абдулвели в различных частях рукописи[13].
7. Копия Эмири (E): Национальная библиотека, Ali Emirî Efendi 571. В манускрипте 252 листа размером 21х17 см. На каждой страницы 15 строк. Оно написано на плотной европейской бумаге и не имеет гласных. Название произведения записано как «Теварих-и Мелик Данышменд Гази». Переписчик — Салих Эс-Сидки, сын Кара Мустафы, датировано 1330 годом Хиджры (1914 год)[14].
8. Копия Турецкого исторического общества (TTK): Библиотека Турецкого исторического общества Y.1/24. В манускрипте 275 листов размером 19,9х15,2. На чёрном кожаном переплёте написано «Тварих-и Мелик Данышменд Гази» и «Эльбистанлы Мукримин». На третьей странице: «Скопировано с экземпляра, зарегистрированного под номером 651 в библиотеке Али Эмири в Фатихе, Стамбул». Текст начинается с 4 страницы. На четвёртой странице 19 строк, на остальных — по 23 строки. Текст написан европейским шрифтом без гласных. Переписчик — Ибрагим Мюкремин бин Халил Эль-Эльбистани, дата — 1340 год Хиджры (1924 год)[14].
9. Ленинградский (Санкт-Петербургский) экземпляр (Л): Зарегистрирован под номером 578 в Каталоге Дорна библиотеки им. М. Е. Салтыкова-Щедрина[9][15]. Детали до 49-го листа нет. Общее количество листов рукописи — 216, из них 49 отсутствуют. Некоторые листы также пронумерованы неправильно. При нумерации страниц номера 72 и 221 были опущены. Работа написана небрежно в стиле несталик, в немногих словах есть гласные. Переписчик — Мухаммад бин Ахмед Эль-Кадизаде Эль-Бурсави, 1032 (1622) год[15].
10. Копия Кошма Исмаила (КИ): Находится в личной библиотеке Исмаила Кошма. Есть данные, полученные от Назми Томбуша, что рукопись состоит из 253 листов размером 17х12 см и написана стилем насх. Её скопировал Исмаил Кошма в 1904 году. Д. Неджати пытался найти Исмаила или его потомков и посмотреть рукопись, но семья переехала[16].
11. Копия Эшрефа Эртекина (EE): Назми Томбуш сообщил Д. Неджати, что сотрудник библиотеки Чорума Эшреф Эртекин получил рукопись от некоей старой женщины в 1325 году хиджры (1907). Эту копию Д. Неджати так же не смог найти[16].
12. Копия Музаффера Озака (МО): Библиотека факультета языков, истории и географии, I/1137. На рукописи имеется запись о том, что она была куплена у Ахмета Юкселя в 1953 году. В манускрипте 146 листов размером 29,7х20,5 см. На каждой странице от 22 до 27 строк. Начало и конец отсутствуют. Текст написан в обычной тетради в мягкой обложке и таким плохим почерком, что его стиль невозможно определить. Переписчик и дата написания неизвестны. По форме бумаги понятно, что она была написана в недавней истории, по крайней мере, после Алфавитной революции[фр.][16].

Помимо этих экземпляров, которые Д. Неджати или видел, или получил о них информацию, он писал, что ему известно о существовании ещё шести экземпляров, которые ему не удалось увидеть:
1. Копия М. Фахри Билге: находилась в личной библиотеке М. Фахри Билге. И. Меликофф сообщала, что отсутствуют первые страницы в первой и во второй частях. Текст написан на несталике и не имеет гласных. Он был скопирован в 1062 году хиджры (1651/52 год)[17].
2. Копия Алаеддина Алпая: Ш. Аккая и И. Меликофф сообщали, что неполная копия была найдена в личной библиотеке члена Верховного суда Алаеддина Алпая[17].
3. По словам Д. Неджати, ему сообщили, что в Казанской национальной библиотеке имеется экземпляр «Данышменд-наме», он написал в Казань, но не получил ответа[17].
4. М. Фуад Кёпрюлю заявлял, что у него в библиотеке имеется экземпляр «Данышменд-наме», и привёл стихотворение, взятое из этого экземпляра, в качестве сноски в своей статье. Часть личной библиотеки Кёпрюлю забрал банк «Япы Креди», в 1995 году Д. Неджати обратился в дирекцию библиотеки имени Сермета Чифтера банка «Япы Креди» (Yapı Kredi Bankası Sermet Çifter Kütüphanesi), где хранятся старые произведения, но ответа не получил[9][17].
5. Осман Туран заявлял, что он нашёл новый экземпляр «Данышменд-наме» под названием «История Токата», что этот экземпляр отличается от других копий. Исследование рукописи О. Туран обещал опубликовать, но публикаций на эту тему у него нет. Доступ к копии Д. Неджати не получил[17].
6. З. Коркмаз и А. С. Левенд сообщали, что Иззеддин Коюноглу видел экземпляр «Данышменд-наме» в библиотеке общественного центра Шаркикараагач. Эта библиотека была расформирована[17].

Вероятно, помимо этих копий существует ещё множество рукописей Данышменд-наме. Пока не известно, сколько их сохранилось до наших дней.

## Исследования
Санкт-Петербургская рукопись эпоса в 1852 году была описана Б. А. Дорном в каталоге библиотеки им. М. Е. Салтыкова-Щедрина, но Дорн не мог указать ни автора, ни времени создания, ни названия из-за отсутствия первых 48 листов. Это было первое научное описание «Сказания». Исходя из содержания, Б. Дорн предположил, что произведение создано в XIII веке, а рукопись написана не позднее первой половины XVI века. Тюркологам этот экземпляр был представлен В. Д. Смирновым, который на основе языка эпоса назвал его одним из самых древних литературных памятников на турецком языке XIII века («Я отношу этотъ памятникъ къ древнѣйшимъ»). В 1932 году Э. Блоше описал парижскую рукопись «Сказания» в каталоге НБФ, он так же датировал произведение XIII веком. М. Х. Йинанч относил создание произведения к XIV веку.
Парижская рукопись была изучена и опубликована И. Меликофф. Ленинградский (Санкт-Петербургский) манускрипт был исследован В. Гарбузовой. Д. Неджати изучил и опубликовал копию Муаллима Джевдета. Первые 60 страниц копии Муаллима Джевдета в качестве своей дипломной работы подготовила М. Аккая. Н. Белкиз написал дипломную работу по экземпляру Эмири. Ш. Аккая описала копию факультета языков, истории и географии в статье. Никсарская копия была изучена пятью студентами факультета литературы Университета Ататюрка в качестве дипломной работы.